# Leucheria coerulescens
Leucheria coerulescens là một loài thực vật có hoa trong họ Cúc. Loài này được Remy mô tả khoa học đầu tiên năm 1849.